# V.League 1 2025/26
Die V.League 1 2025/26, aus Sponsorengründen auch als LP Bank V.League 1 bekannt, ist die 43. Spielzeit der höchsten vietnamesischen Fußballliga. Ausgetragen wird die Liga vom vietnamesischen Fußballverband. An dem Wettbewerb nehmen 14 Mannschaften teil. Die Liga startete am 15. August 2025 und soll am 18. Juni 2026 enden. Titelverteidiger ist der Nam Định FC.

## Teilnehmende Mannschaften
| Mannschaft           | Standort          | Stadion              | Kapazität |
| -------------------- | ----------------- | -------------------- | --------- |
| Becamex Bình Dương   | Bình Dương        | Gò-Đậu-Stadion       | 13.035    |
| SHB Đà Nẵng          | Da Nang           | Hòa Xuân Stadium     | 20.000    |
| Hoàng Anh Gia Lai    | Gia Lai           | Pleiku Stadium       | 12.000    |
| Hải Phòng FC         | Hải Phòng         | Lạch Tray Stadium    | 30.000    |
| Công An Hà Nội FC    | Hanoi             | Hàng-Đẫy-Stadion     | 22.500    |
| Hà Nội FC            | Hanoi             | Hàng-Đẫy-Stadion     | 22.500    |
| Thể Công-Viettel     | Hanoi             | Hàng-Đẫy-Stadion     | 22.500    |
| Hồng Lĩnh Hà Tĩnh FC | Hà Tĩnh           | Hà Tĩnh Stadium      | 20.000    |
| Hồ Chí Minh City FC  | Ho-Chi-Minh-Stadt | Thống Nhất Stadium   | 16.000    |
| Nam Định FC          | Nam Định          | Thiên Trường Stadium | 30.000    |
| PVF-CAND FC          | Hưng Yên          | PVF Stadium          | 4.500     |
| Sông Lam Nghệ An     | Vinh              | Vinh Stadium         | 18.000    |
| FC Thanh Hóa         | Thanh Hóa         | Thanh Hoa Stadium    | 12.000    |
| Phù Đổng Ninh Bình   | Ninh Bình         | Ninh Bình Stadium    | 25.000    |

## Ausländische Spieler
| Mannschaft | Spieler 1 | Spieler 2 | Spieler 3 | Spieler 4 | Eingebürgerter Spieler 1 | Eingebürgerter Spieler 2 | Spieler 6 (Nur Mannschaften, die an AFC- und AFF-Wettbewerben teilnehmen) | Spieler 7 (Nur Mannschaften, die an AFC- und AFF-Wettbewerben teilnehmen) | Spieler 8 (Nur Mannschaften, die an AFC- und AFF-Wettbewerben teilnehmen) | Unregistrierte Spieler | Ehemalige Spieler |
| ---------- | --------- | --------- | --------- | --------- | ------------------------ | ------------------------ | ------------------------------------------------------------------------- | ------------------------------------------------------------------------- | ------------------------------------------------------------------------- | ---------------------- | ----------------- |

## Tabellen

### Abschlusstabelle
| Pl.                       | Verein                 | Sp. | S | U | N | Tore    | Diff. | Punkte |
| ------------------------- | ---------------------- | --- | - | - | - | ------- | ----- | ------ |
| 1.                        | Becamex Bình Dương     | 0   | 0 | 0 | 0 | 000:000 | ±0    | 0      |
| 2.                        | Công An Hà Nội FC      | 0   | 0 | 0 | 0 | 000:000 | ±0    | 0      |
| 3.                        | Hồ Chí Minh City FC    | 0   | 0 | 0 | 0 | 000:000 | ±0    | 0      |
| 4.                        | FC Thanh Hóa           | 0   | 0 | 0 | 0 | 000:000 | ±0    | 0      |
| 5.                        | Hà Nội FC              | 0   | 0 | 0 | 0 | 000:000 | ±0    | 0      |
| 6.                        | Hải Phòng FC           | 0   | 0 | 0 | 0 | 000:000 | ±0    | 0      |
| 7.                        | Hoàng Anh Gia Lai      | 0   | 0 | 0 | 0 | 000:000 | ±0    | 0      |
| 8.                        | Hồng Lĩnh Hà Tĩnh FC   | 0   | 0 | 0 | 0 | 000:000 | ±0    | 0      |
| 9.                        | Phù Đổng Ninh Bình (N) | 0   | 0 | 0 | 0 | 000:000 | ±0    | 0      |
| 10.                       | PVF-CAND FC (N)        | 0   | 0 | 0 | 0 | 000:000 | ±0    | 0      |
| 11.                       | SHB Đà Nẵng            | 0   | 0 | 0 | 0 | 000:000 | ±0    | 0      |
| 12.                       | Sông Lam Nghệ An       | 0   | 0 | 0 | 0 | 000:000 | ±0    | 0      |
| 13.                       | Viettel FC             | 0   | 0 | 0 | 0 | 000:000 | ±0    | 0      |
| 14.                       | Nam Định FC (M)        | 0   | 0 | 0 | 0 | 000:000 | ±0    | 0      |
| Stand: Saisonende 2025/26 |                        |     |   |   |   |         |       |        |

| Zum Saisonende 2025/26 |
| Vietnamesischer Meister und Qualifikation für Gruppenphase der AFC Champions League Two und ASEAN Club Championship Qualifikation für die AFC Champions League Two Qualifikation für die ASEAN Club Championship über den Vietnamesischer Fußballpokal Abstieg in die zweite Liga |

| Zum Saisonende 2024/25: |                                                    |
| (M)                     | Amtierender Meister: Nam Dinh FC                   |
| (N)                     | Aufsteiger aus der V.League 2: Ninh Bình, PVF-CAND |

## Tabellenverlauf
Verlegte Partien werden entsprechend der ursprünglichen Terminierung dargestellt, damit an allen Spieltagen für jede Mannschaft die gleiche Anzahl an Spielen berücksichtigt wird.
|                      | 1 | 2 | 3 | 4 | 5 | 6 | 7 | 8 | 9 | 10 | 11 | 12 | 13 | 14 | 15 | 16 | 17 | 18 | 19 | 20 | 21 | 22 | 23 | 24 | 25 | 26 |
| -------------------- | - | - | - | - | - | - | - | - | - | -- | -- | -- | -- | -- | -- | -- | -- | -- | -- | -- | -- | -- | -- | -- | -- | -- |
| Becamex Bình Dương   |   |   |   |   |   |   |   |   |   |    |    |    |    |    |    |    |    |    |    |    |    |    |    |    |    |    |
| Công An Hà Nội FC    |   |   |   |   |   |   |   |   |   |    |    |    |    |    |    |    |    |    |    |    |    |    |    |    |    |    |
| Hồ Chí Minh City FC  |   |   |   |   |   |   |   |   |   |    |    |    |    |    |    |    |    |    |    |    |    |    |    |    |    |    |
| FC Thanh Hóa         |   |   |   |   |   |   |   |   |   |    |    |    |    |    |    |    |    |    |    |    |    |    |    |    |    |    |
| Hà Nội FC            |   |   |   |   |   |   |   |   |   |    |    |    |    |    |    |    |    |    |    |    |    |    |    |    |    |    |
| Hải Phòng FC         |   |   |   |   |   |   |   |   |   |    |    |    |    |    |    |    |    |    |    |    |    |    |    |    |    |    |
| Hoàng Anh Gia Lai    |   |   |   |   |   |   |   |   |   |    |    |    |    |    |    |    |    |    |    |    |    |    |    |    |    |    |
| Hồng Lĩnh Hà Tĩnh FC |   |   |   |   |   |   |   |   |   |    |    |    |    |    |    |    |    |    |    |    |    |    |    |    |    |    |
| Phù Đổng Ninh Bình   |   |   |   |   |   |   |   |   |   |    |    |    |    |    |    |    |    |    |    |    |    |    |    |    |    |    |
| PVF-CAND FC          |   |   |   |   |   |   |   |   |   |    |    |    |    |    |    |    |    |    |    |    |    |    |    |    |    |    |
| SHB Đà Nẵng          |   |   |   |   |   |   |   |   |   |    |    |    |    |    |    |    |    |    |    |    |    |    |    |    |    |    |
| Sông Lam Nghệ An     |   |   |   |   |   |   |   |   |   |    |    |    |    |    |    |    |    |    |    |    |    |    |    |    |    |    |
| Viettel FC           |   |   |   |   |   |   |   |   |   |    |    |    |    |    |    |    |    |    |    |    |    |    |    |    |    |    |
| Nam Định FC          |   |   |   |   |   |   |   |   |   |    |    |    |    |    |    |    |    |    |    |    |    |    |    |    |    |    |

## Ergebnisse
Die Kreuztabelle stellt die Ergebnisse aller Spiele dieser Saison dar. Die Heimmannschaft ist in der linken Spalte, die Gastmannschaft in der oberen Zeile aufgelistet.
| Saison 2025/26                   | BHC | CAH | CHC | DTH | HPG | HAN | HGL | HHT | NBI | PVF | SDN | SNA | TCV | TND |
| -------------------------------- | --- | --- | --- | --- | --- | --- | --- | --- | --- | --- | --- | --- | --- | --- |
| Becamex Ho-Chi-Minh-Stadt        |     |     |     |     |     |     |     |     |     |     |     |     |     |     |
| FC Polizei von Hanoi             |     |     |     |     |     |     |     |     |     |     |     |     |     |     |
| FC Polizei von Ho-Chi-Minh-Stadt |     |     |     |     |     |     |     |     |     |     |     |     |     |     |
| Dong A Thanh Hoa                 |     |     |     |     |     |     |     |     |     |     |     |     |     |     |
| Hà Nội FC                        |     |     |     |     |     |     |     |     |     |     |     |     |     |     |
| Hải Phòng FC                     |     |     |     |     |     |     |     |     |     |     |     |     |     |     |
| Hoàng Anh Gia Lai                |     |     |     |     |     |     |     |     |     |     |     |     |     |     |
| Hồng Lĩnh Hà Tĩnh FC             |     |     |     |     |     |     |     |     |     |     |     |     |     |     |
| Ninh Bình                        |     |     |     |     |     |     |     |     |     |     |     |     |     |     |
| PVF-CAND                         |     |     |     |     |     |     |     |     |     |     |     |     |     |     |
| SHB Đà Nẵng                      |     |     |     |     |     |     |     |     |     |     |     |     |     |     |
| Sông Lam Nghệ An                 |     |     |     |     |     |     |     |     |     |     |     |     |     |     |
| Der Cong-Viettel                 |     |     |     |     |     |     |     |     |     |     |     |     |     |     |
| Nam Dinh Grüner Stahl            |     |     |     |     |     |     |     |     |     |     |     |     |     |     |

## Torschützenliste
Stand: Saisonende 2025/26
| Platz | Spieler | Mannschaft | Tore |
| ----- | ------- | ---------- | ---- |

## Weiße Weste (Clean Sheets)
Stand: Saisonende 2025/26
| Platz | Spieler | Mannschaft | Clean sheets |
| ----- | ------- | ---------- | ------------ |

## Zuschauerzahlen
| Heim                             | Auswärts | Auswärts | Auswärts | Auswärts | Auswärts | Auswärts | Auswärts | Auswärts | Auswärts | Auswärts | Auswärts | Auswärts | Auswärts | Auswärts | Zuschauer | Zuschauer |
| Heim                             | BHC      | CAH      | CHC      | DTH      | HAN      | HPG      | HGL      | HHT      | NBI      | PVF      | SDN      | SNA      | TCV      | TND      | Total     | Average   |
| -------------------------------- | -------- | -------- | -------- | -------- | -------- | -------- | -------- | -------- | -------- | -------- | -------- | -------- | -------- | -------- | --------- | --------- |
| Becamex Ho-Chi-Minh-Stadt        | –        |          |          |          |          |          |          |          |          |          |          |          |          |          |           |           |
| FC Polizei von Hanoi             |          | –        |          |          |          |          |          |          |          |          |          |          |          |          |           |           |
| FC Polizei von Ho-Chi-Minh-Stadt |          |          | –        |          |          |          |          |          |          |          |          |          |          |          |           |           |
| Dong A Thanh Hoa                 |          |          |          | –        |          |          |          |          |          |          |          |          |          |          |           |           |
| Hanoi FC                         |          |          |          |          | –        |          |          |          |          |          |          |          |          |          |           |           |
| Hải Phòng FC                     |          |          |          |          |          | –        |          |          |          |          |          |          |          |          |           |           |
| Hoàng Anh Gia Lai                |          |          |          |          |          |          | –        |          |          |          |          |          |          |          |           |           |
| Hồng Lĩnh Hà Tĩnh FC             |          |          |          |          |          |          |          | –        |          |          |          |          |          |          |           |           |
| Ninh Bình                        |          |          |          |          |          |          |          |          | –        |          |          |          |          |          |           |           |
| PVF-CAND                         |          |          |          |          |          |          |          |          |          | –        |          |          |          |          |           |           |
| SHB Đà Nẵng                      |          |          |          |          |          |          |          |          |          |          | –        |          |          |          |           |           |
| Song Lam Nghe An                 |          |          |          |          |          |          |          |          |          |          |          | –        |          |          |           |           |
| Der Cong-Viettel                 |          |          |          |          |          |          |          |          |          |          |          |          | –        |          |           |           |
| Nam Dinh Grüner Stahl            |          |          |          |          |          |          |          |          |          |          |          |          |          | –        |           |           |
| Gesamtbesucherzahl der Liga      |          |          |          |          |          |          |          |          |          |          |          |          |          |          |           |           |

Zuletzt aktualisiert: unter der Vorsaison

Quelle: VPF (auf Vietnamesisch)